# Labská cyklotrasa
Labská stezka, nazývaná také Labská cyklotrasa a německy Elberadweg, je mezinárodní dálková cyklotrasa, která vede v Německu a v České republice. Jak již název napovídá, tak je trasa vedena především podél toku řeky Labe. Délka cyklotrasy od pramene řeky v Krkonoších až do německého města Cuxhaven na břehu Severního moře, kde řeka ústí, dosahuje téměř 1300 km. Cyklotrasa je pod čísly 4 a 7 zařazena také do sítě evropských dálkových cyklotras EuroVelo.  V České republice měří stezka asi 370 km a prochází přes čtyři kraje a to přes kraj Královéhradecký, Pardubický, Středočeský a Ústecký. Od Vrchlabí až po státní hranici v Dolním Žlebu u Děčína je trasa značená jako cyklotrasa č. 2. Z Ústeckého kraje pokračuje dále Labská stezka do Německa, kde je označována názvem Elberadweg.
Úroveň stezky se liší kraj od kraje. Místy jde o perfektně vybudovanou cyklostezku bez automobilové dopravy a místy je trasa vedena v režimu cyklotrasy po vedlejších silnicích s nižší frekvencí automobilové dopravy. Nejvíce úseků v režimu cyklostezky je v Ústeckém kraji. Tady měří Labská stezka více než 96 km po hlavní trase. Dalších asi 26 km nabízí alternativní úseky Labské stezky, které jsou označovány jako cyklotrasa č. 2A a jsou vedeny po druhém břehu řeky Labe než hlavní trasa. Celková délka Labské stezky v Ústeckém kraji tak činí 122,0 km, z toho samostatné a bezpečné cyklostezky činí celých 97,5 km.

## Oblíbenost Labské stezky

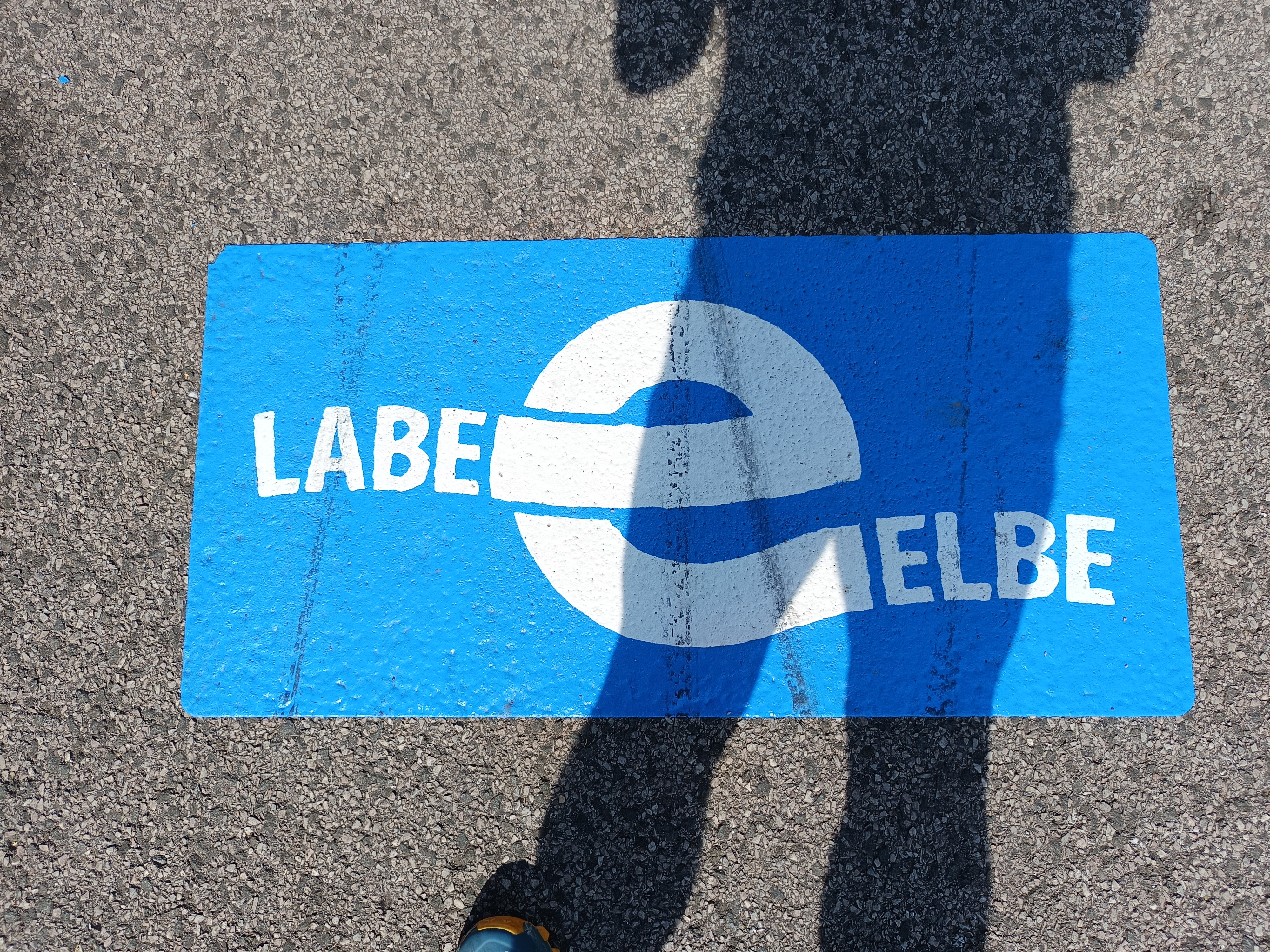
Znak Labské cyklotrasy

Labská stezka se řadí mezi nejoblíbenější cyklotrasy v Česku, v Německu i v celé Evropě. Během hlavní cykloturistické sezóny je navštěvována statisíci návštěvníky z mnoha zemí. V České republice probíhá měření návštěvnosti Labské stezky pomocí automatických sčítačů a to na několika místech ve třech krajích (Královéhradecký, Středočeský a Ústecký). Trend návštěvnosti je neustále stoupající jak uvádí i tisková zpráva Královéhradeckého kraje z roku 2021. Prakticky na všech měřených místech v Česku dosahuje návštěvnost přes 100 tisíc návštěvníků ročně. Za rok 2020 byla nejvyšší návštěvnost v Poděbradech, kde je zaznamenána celková roční návštěvnost přes 300 00 tisíc návštěvníků. 
Oblíbená je Labská stezka také v Německu, kde probíhá každoroční průzkum o cykloturistice (Radreiseanalyse). Ten je pořádán již od roku 1998 německým cykloklubem ADFC.  V roce 2020 se tohoto průzkumu účastnilo téměř 11 tisíc respondentů. A Labská stezka v roce 2020 zvítězila a připsala si již 15. vítězství. Dvakrát byla na druhé příčce v této největší německé anketě o cykloturistice.

## Turistické cíle na trase Labské stezky
Na trase Labské stezky je velké množství turisticky atraktivních cílů, a to jak přírodních tak i kulturně-historických. Níže je uveden výběr jen několika míst, která stojí za zastávku.
- Královéhradecký kraj - NP Krkonoše, pramen Labe, Vrchlabí, Hostinné, Les Království, Zoo Dvůr Králové nad Labem, Kuks, Jaroměř, pevnost Josefov, Smiřice, Hradec Králové a Vysoká nad Labem.
- Pardubický kraj - Bukovina nad Labem, Kunětická hora, Pardubice, Srnojedy, Valy, Břehy, Národní hřebčín Kladruby nad Labem - památka UNESCO, Selmice a Labské Chrčice.
- Středočeský kraj - Týnec nad Labem, Kolín, Libice nad Cidlinou, Poděbrady, Nymburk, Ostrá, Brandýs nad Labem, Kostelec nad Labem, Neratovice, Kly, Mělník, soutok Vltavy a Labe, Horní Počaply.
- Ústecký kraj - Račice, Roudnice nad Labem, Křešice, Litoměřice, Velké Žernoseky, Libochovany, hrad Střekov, Ústí nad Labem, Velké Březno, Těchlovice, Děčín, NP České Švýcarsko.

V Ústeckém kraji má pak Labská stezka i speciální cykloturistický web, ten je dostupný na adrese www.stredohori.cz/LS.
Také část trasy v Německu nabízí mnoho zajímavých míst. Hned u hranic s Českém je to Národní park Saské Švýcarsko, nedaleko jsou i krásná města jako Pirna, Drážďany nebo Míšeň .

## Historie Labské stezky
V roce 2020 oslavila Labská stezka v Německu 25 let existence. V Česku pak plány na vybudování trasy kolem Labe sahají do osmdesátých let 20. století, kdy roku 1983 připravil Jaroslav Ritter ve spolupráci se svým synem Janem návrh „Polabské cesty zdraví“, jež představovala spojnici z Pardubic do Mělníka. Na realizaci jejich plánu ovšem tehdy nebyly finanční prostředky, a proto se první souvislý úsek podařilo dokončit až na začátku devadesátých let téhož století.
Nejvíce úseků samostatné cyklostezky bylo zatím vystavěno v Ústeckém kraji, kde nejdříve své "příměstské" úseky vybudovala velká města jako jsou Ústí nad Labem, Děčín, Litoměřice nebo Roudnice nad Labem. Od roku 2010 se pak stal hlavním budovatelem Ústecký kraj, který postupně vystavěl mnoho úseků mezi těmito velkými městy. Dokončení posledních pár kilometrů stezky je na území kraje v plánu na rok 2021 či 2022. Poté se bude jednat prakticky o souvislou stezku bez aut (vyjma pár průjezdů přes obce). O historii budování Labské stezky v Ústeckém kraji byla připravena i speciální putovní výstava. Ta je k dispozici i v online verzi zde.

## Galerie

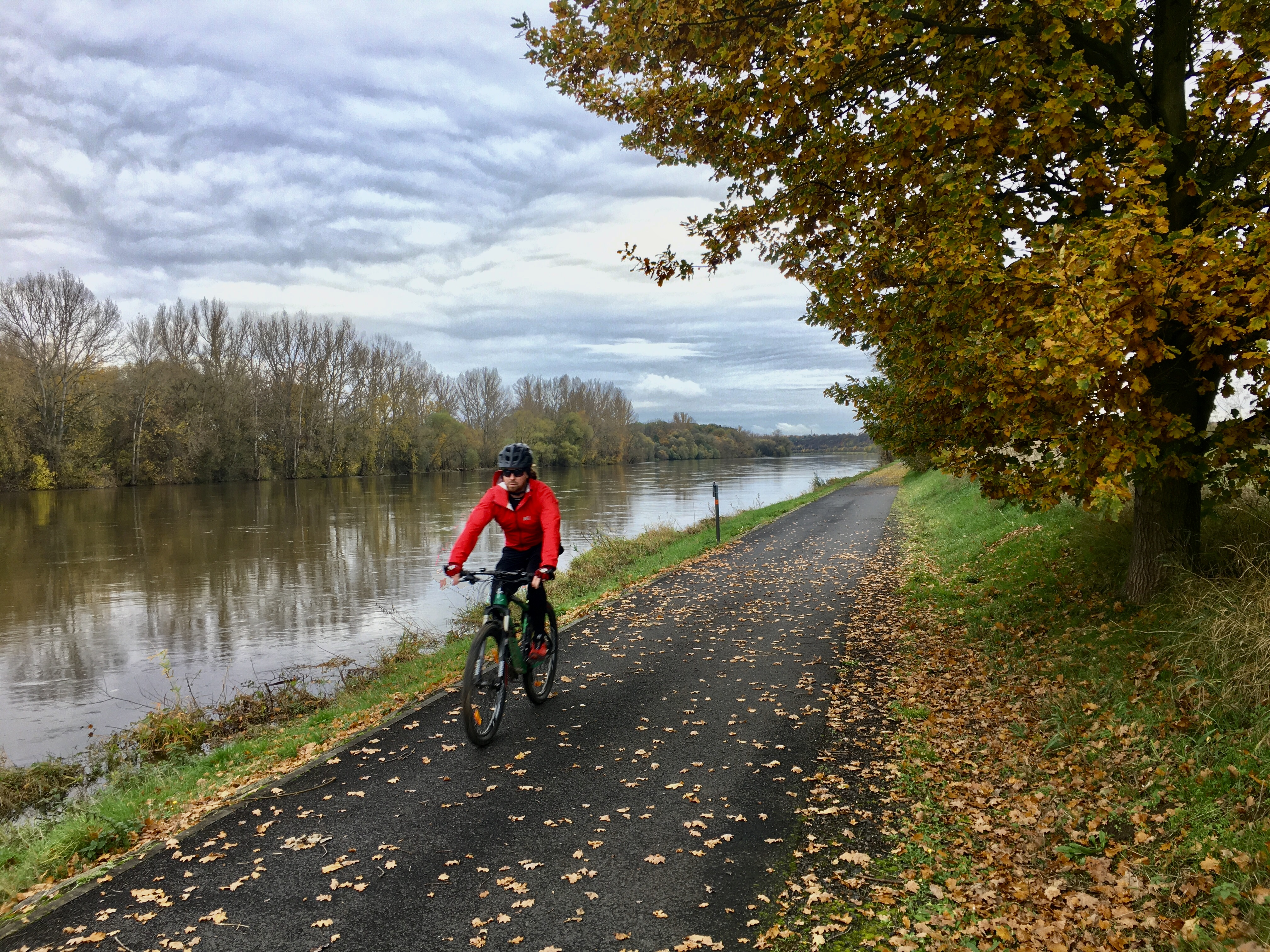
Podzimní Labská stezka u Roudnice nad Labem
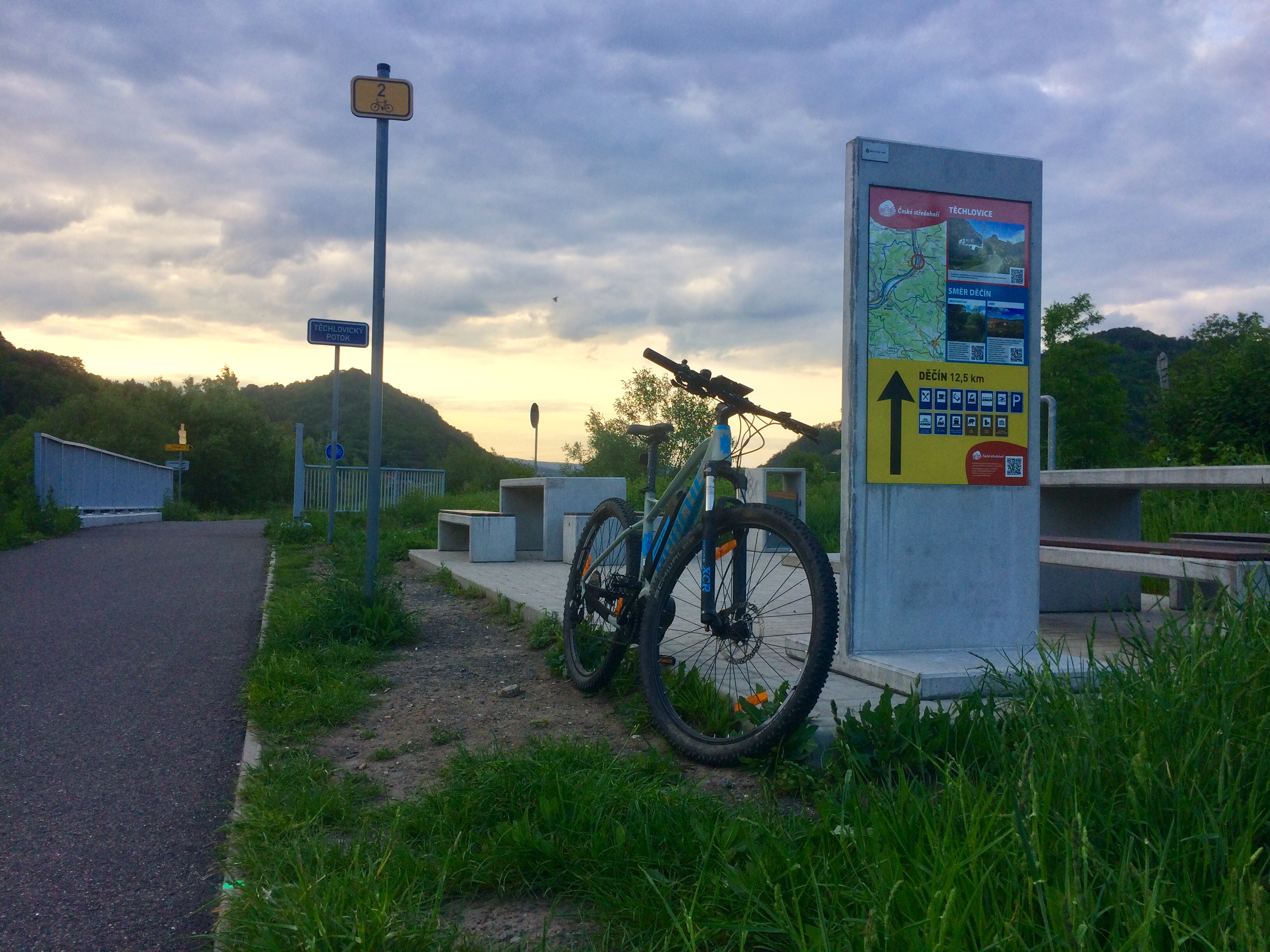
Labská stezka Těchlovice
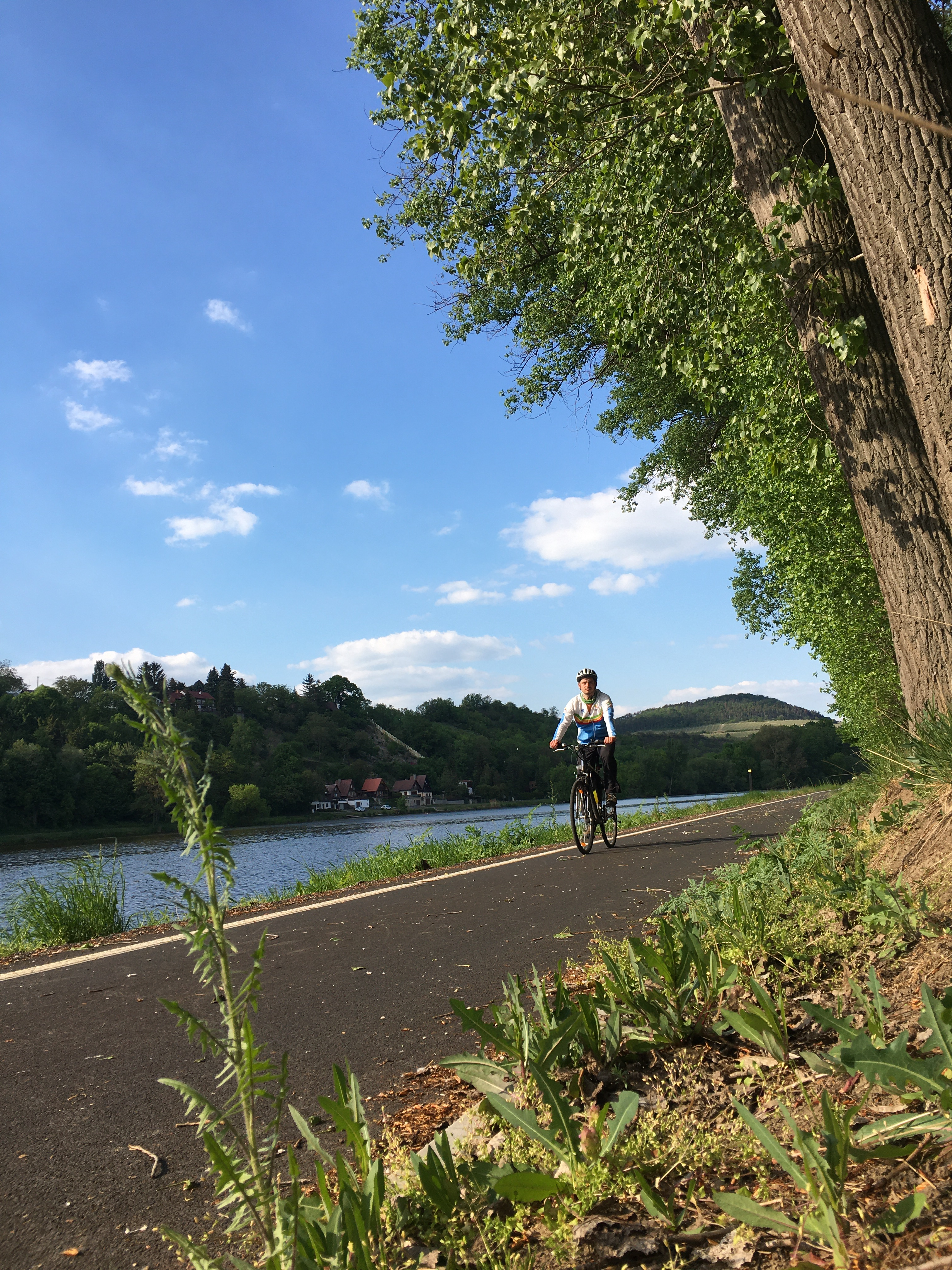
Labská stezka u Dobříně
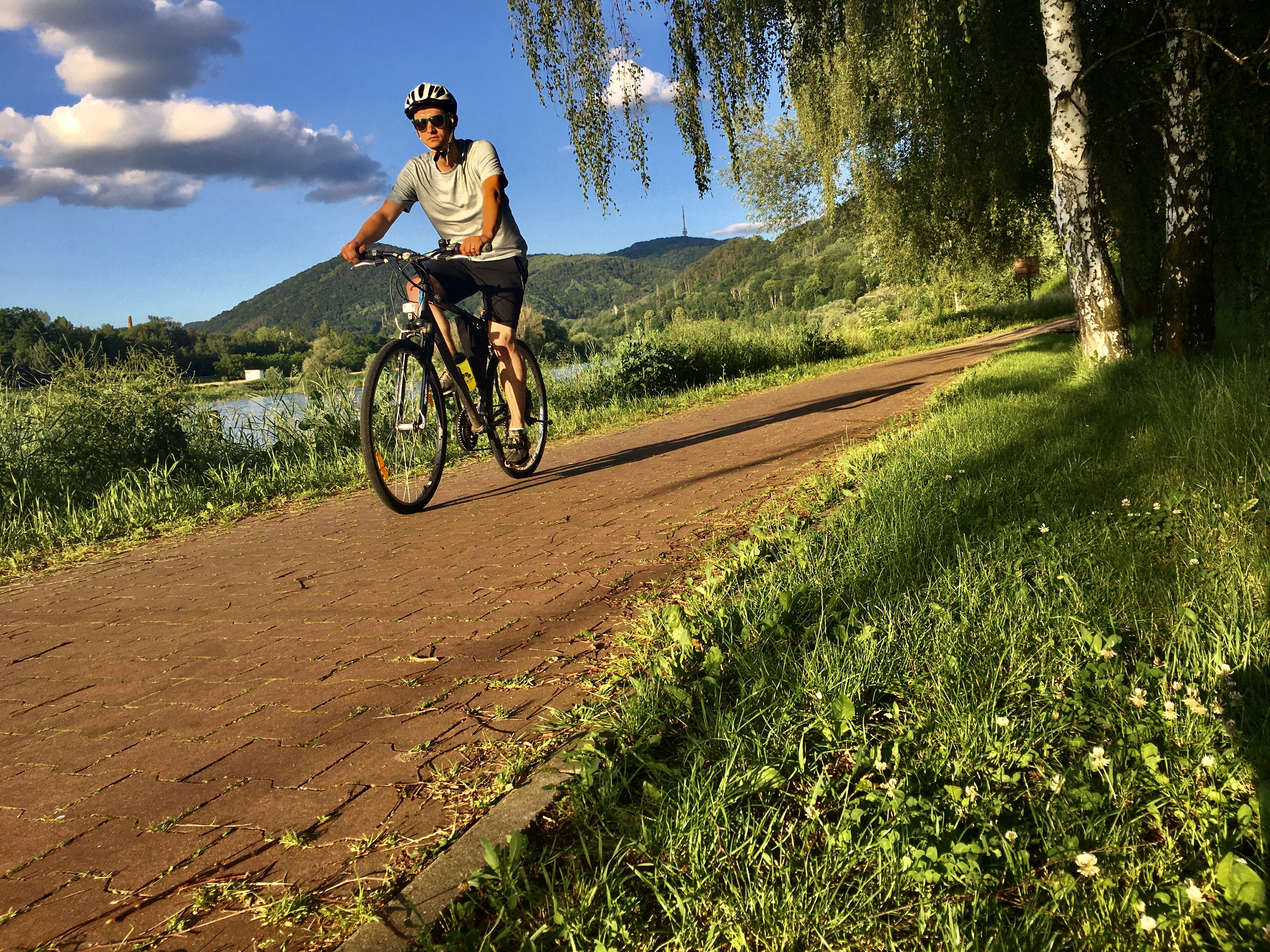
Labská stezka u Velkého Března
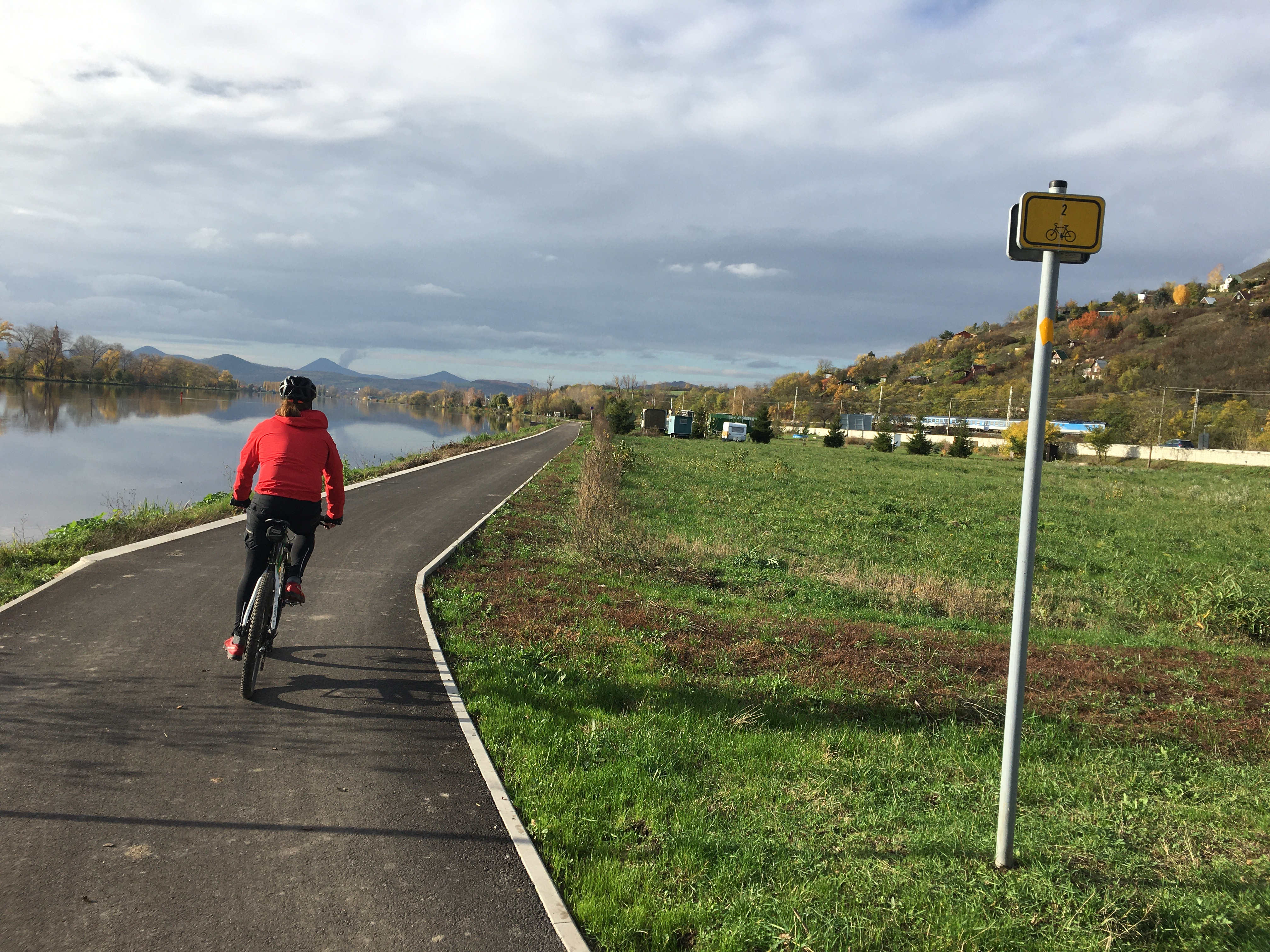
Labská stezka u Litoměřic
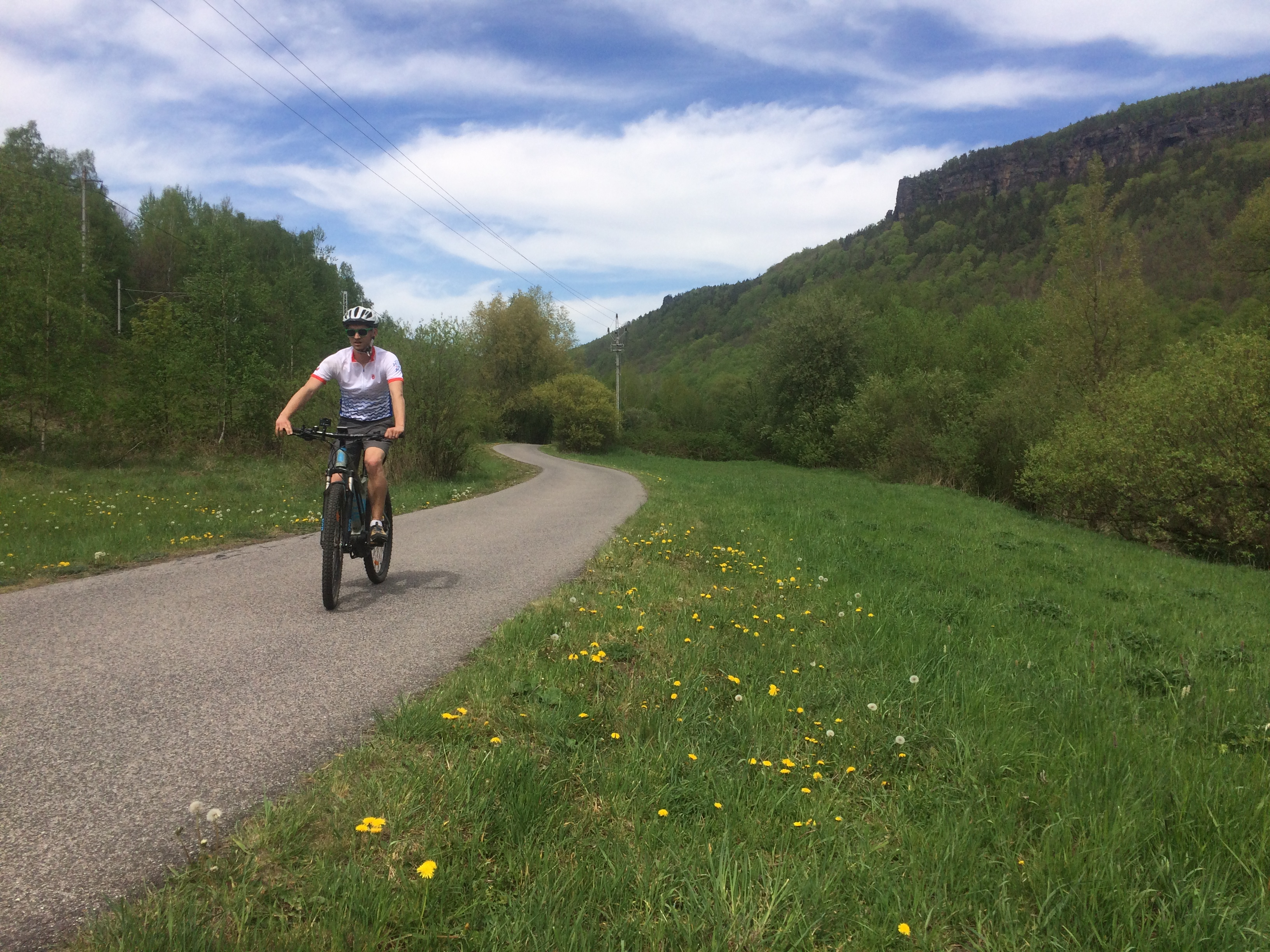
Labská stezka v Labském kaňonu
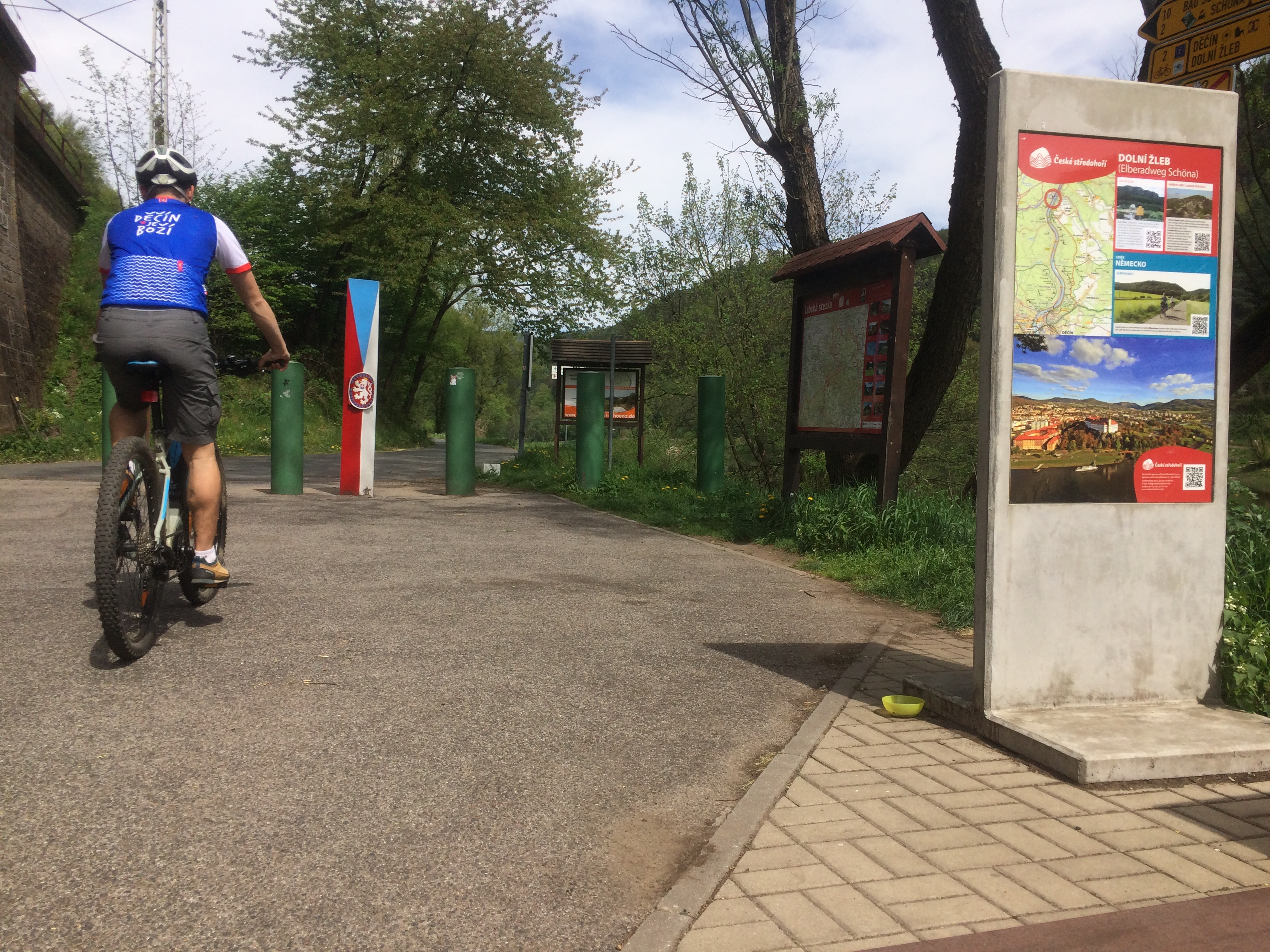
Labská stezka na hranicích s Německem
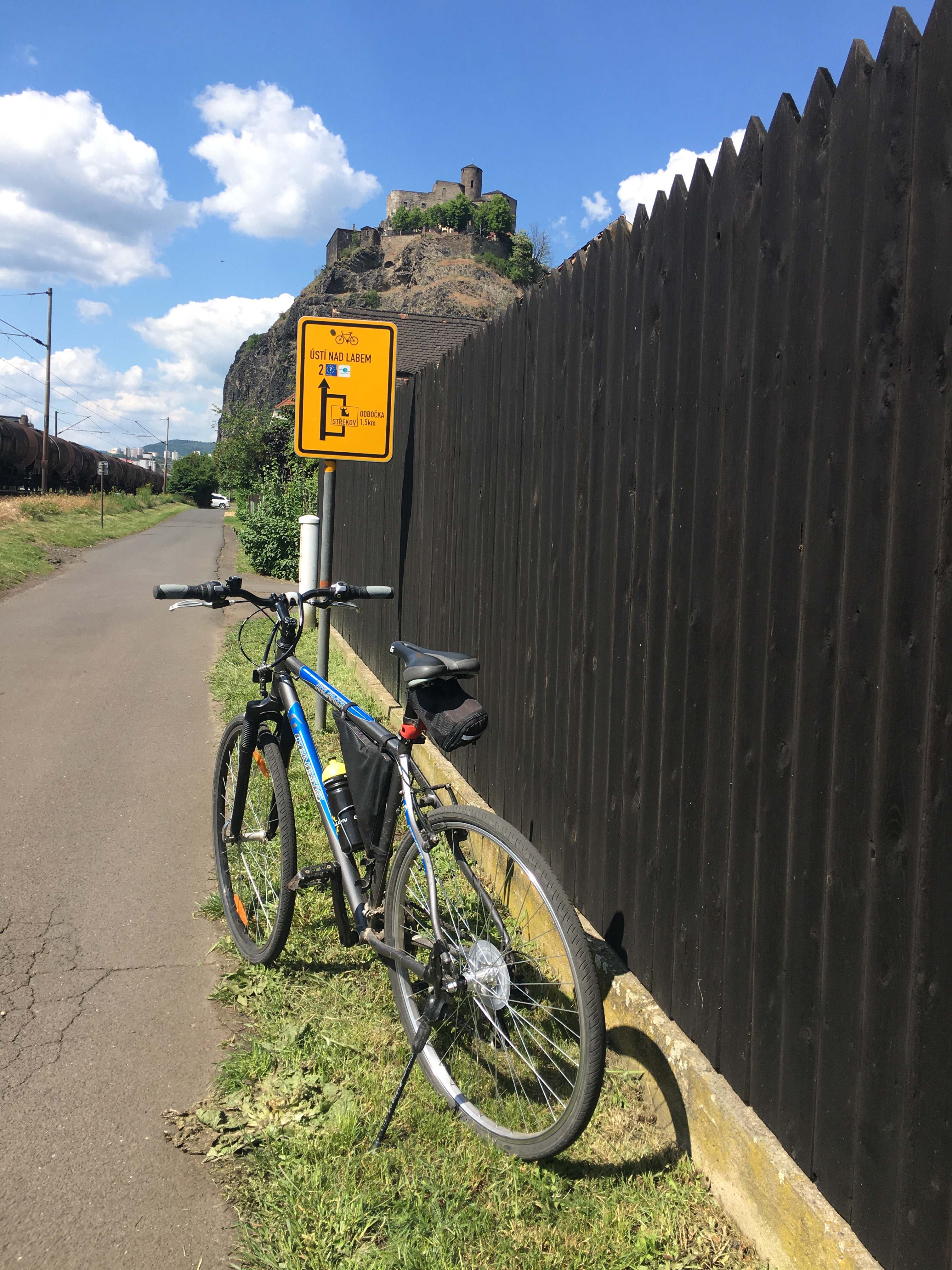
Labská stezka v Ústí nad Labem
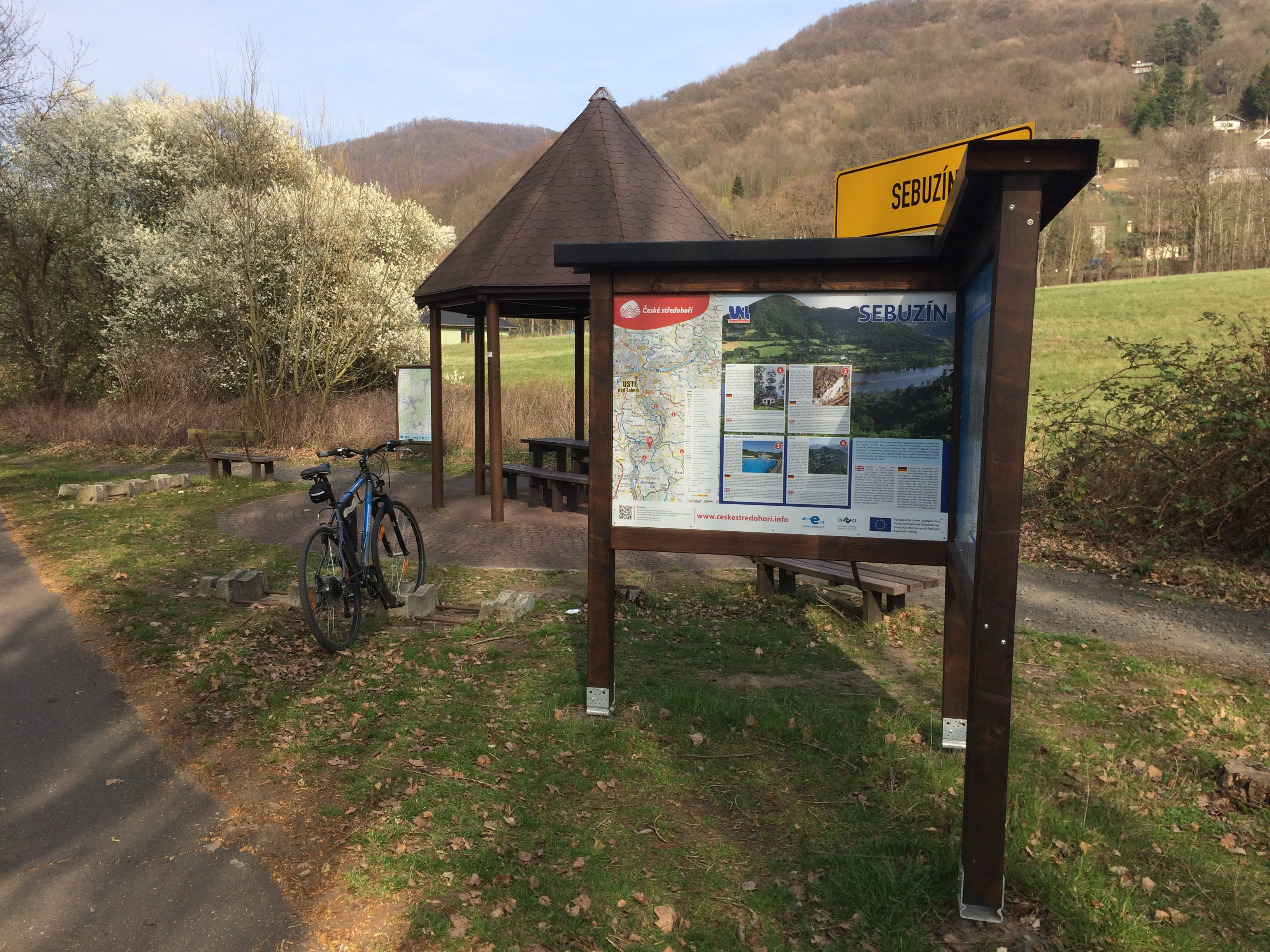
Odpočívadlo na Labské stezce v Sebuzíně
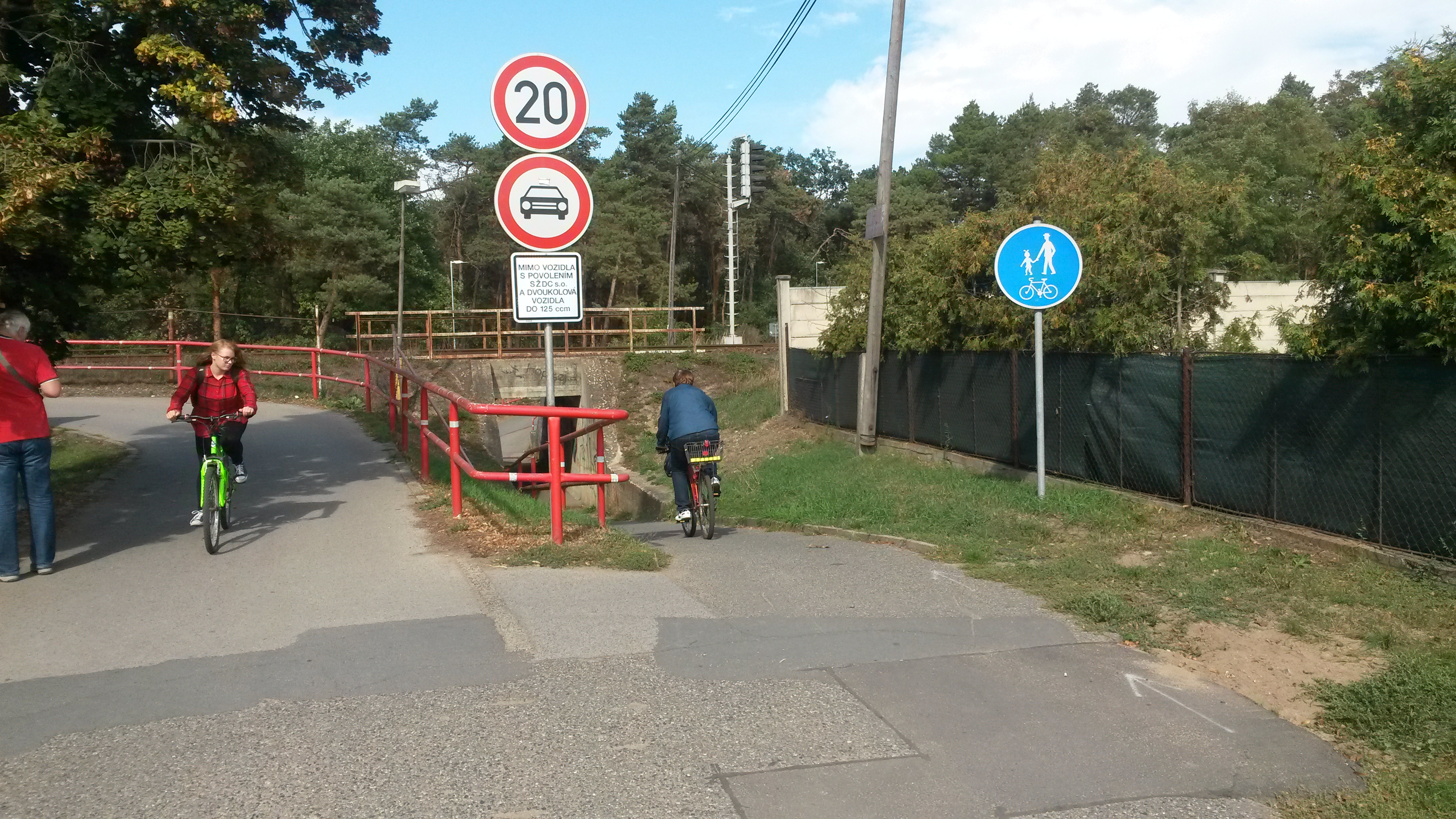
Cyklotrasa v Neratovicích
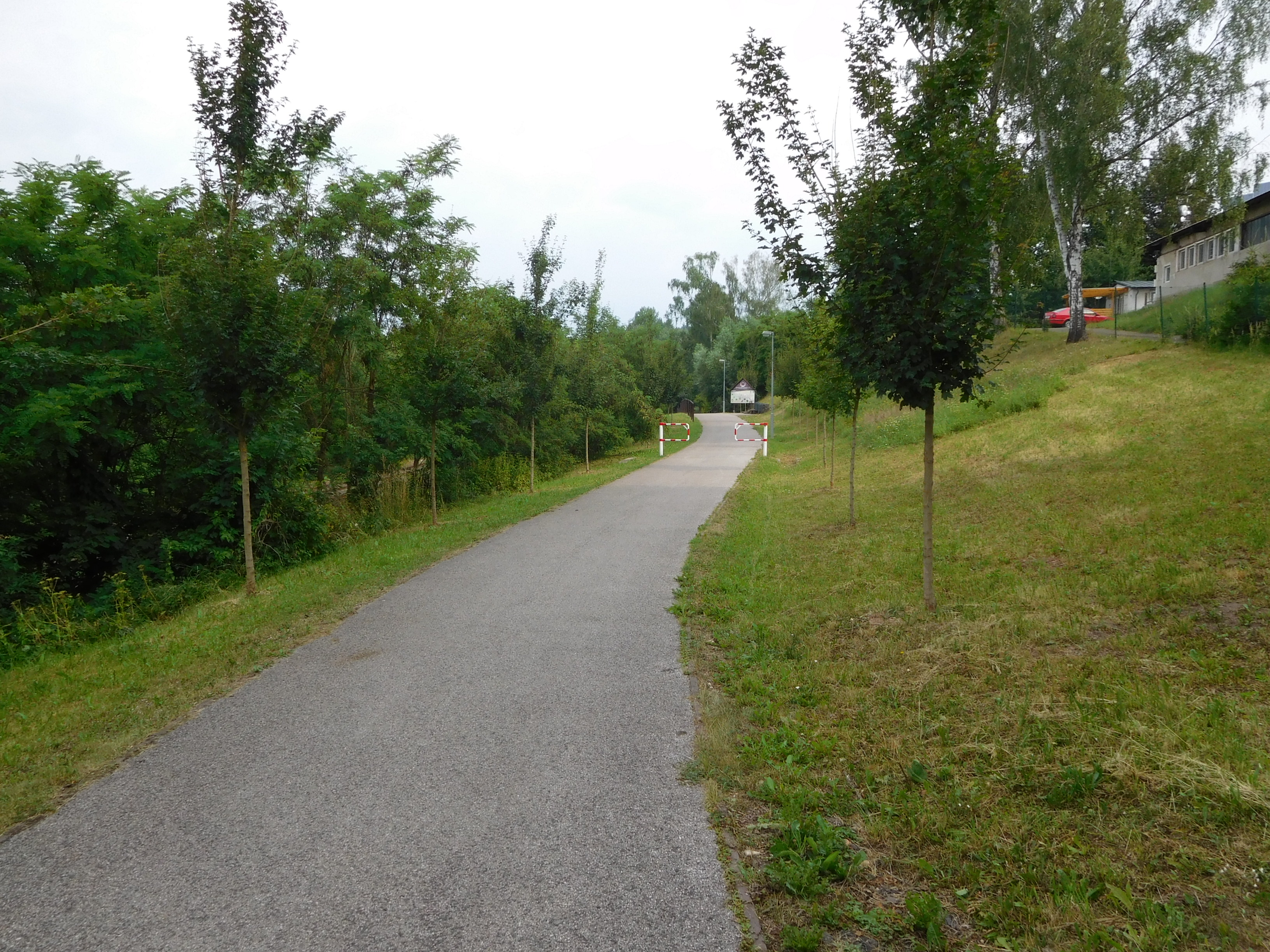
Labská stezka v Hostinném
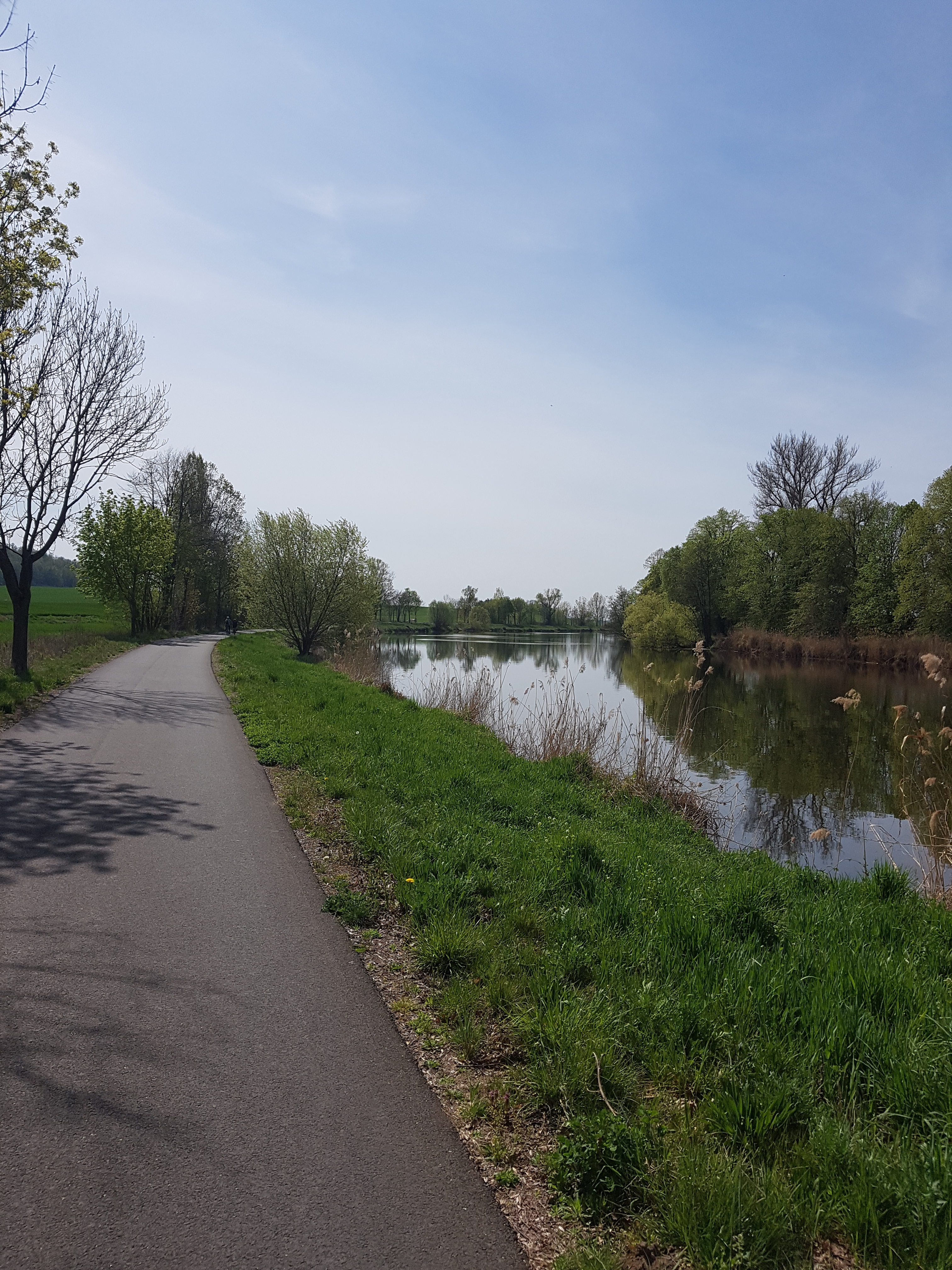
Cyklotrasa za Hradcem Králové jako součást Hradubické labské cyklostezky
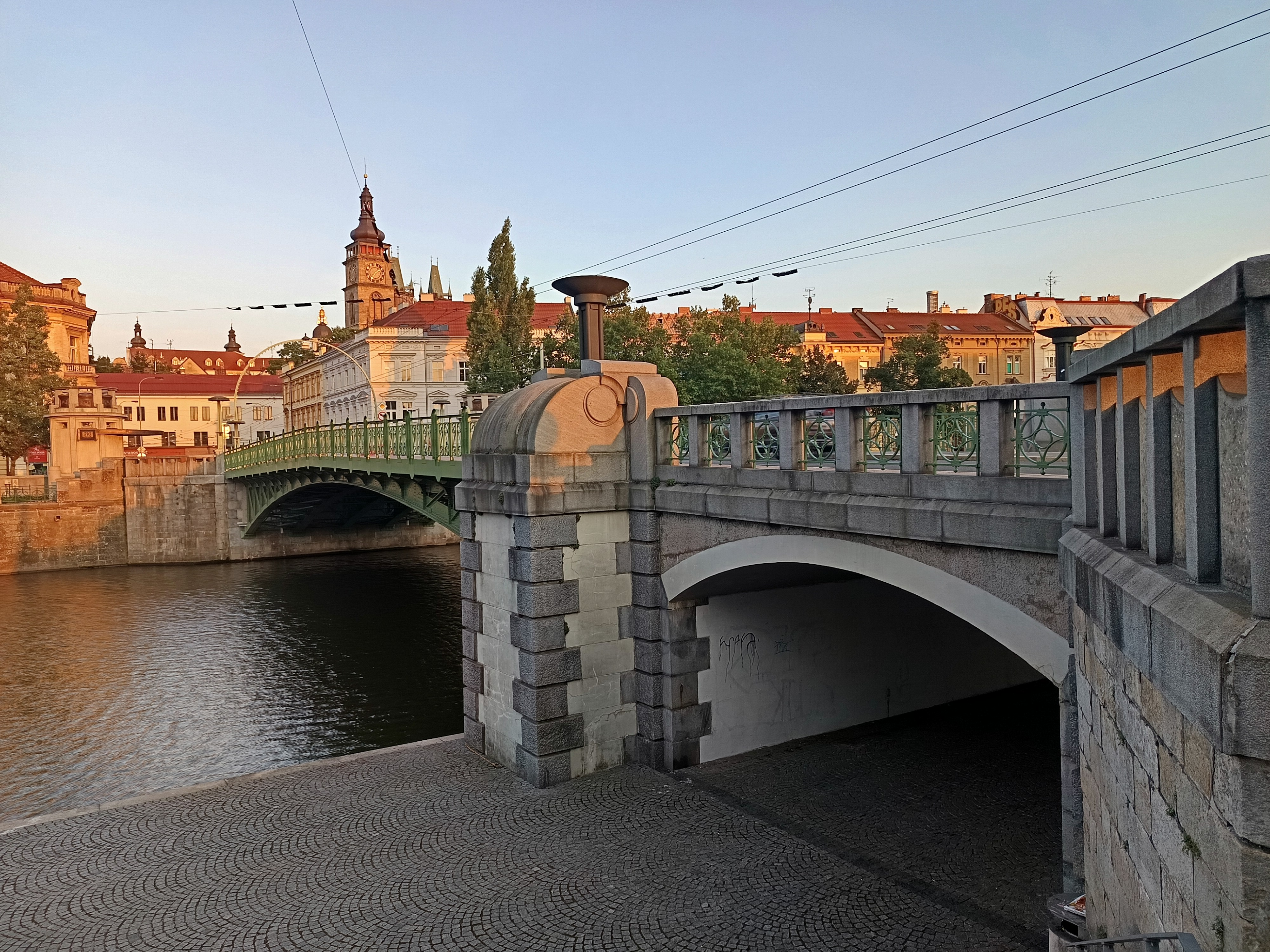
Labská stezka v Hradci Králové
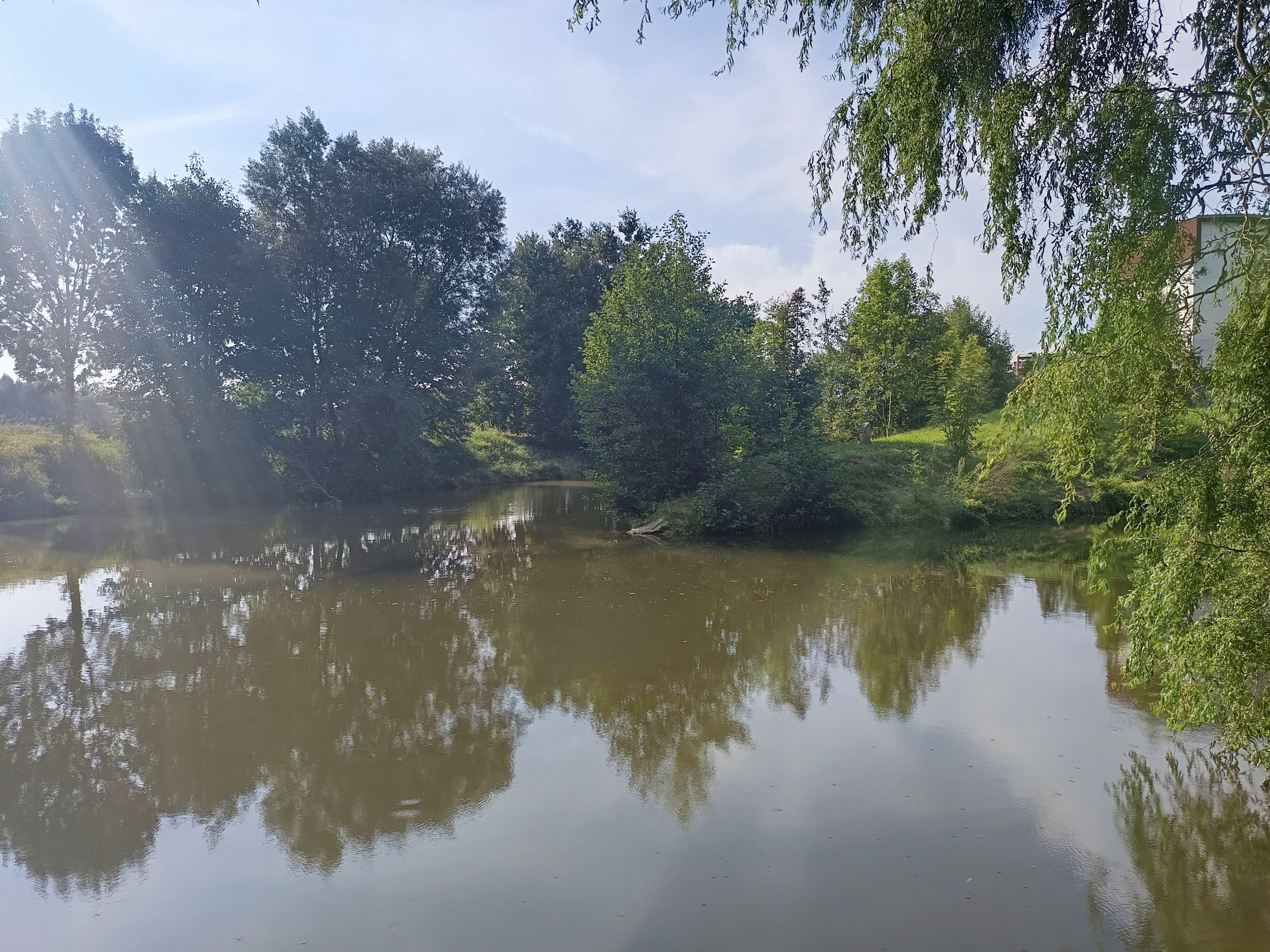
Labská stezka u soutoku Úpy a Labe
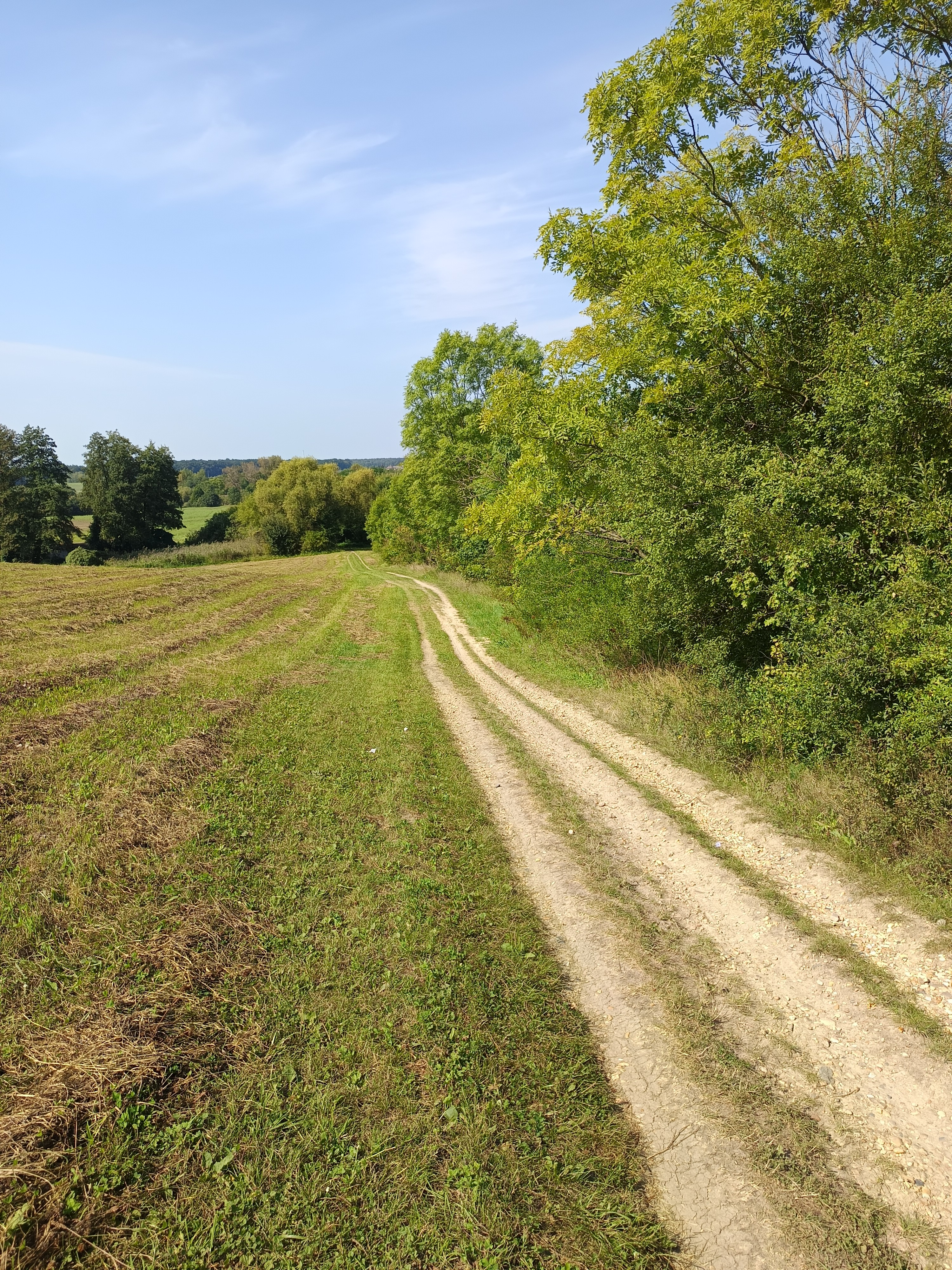
Labská stezka ve Valech v okrese Pardubice